# Patellifolia procumbens
Patellifolia procumbens är en amarantväxtart som först beskrevs av Christen Smith och Jens Wilken Hornemann, och fick sitt nu gällande namn av A. J. Scott, Ford-lloyd och J. T. Patellifolia procumbens ingår i släktet Patellifolia och familjen amarantväxter. Inga underarter finns listade i Catalogue of Life.